# Bogdan Rath

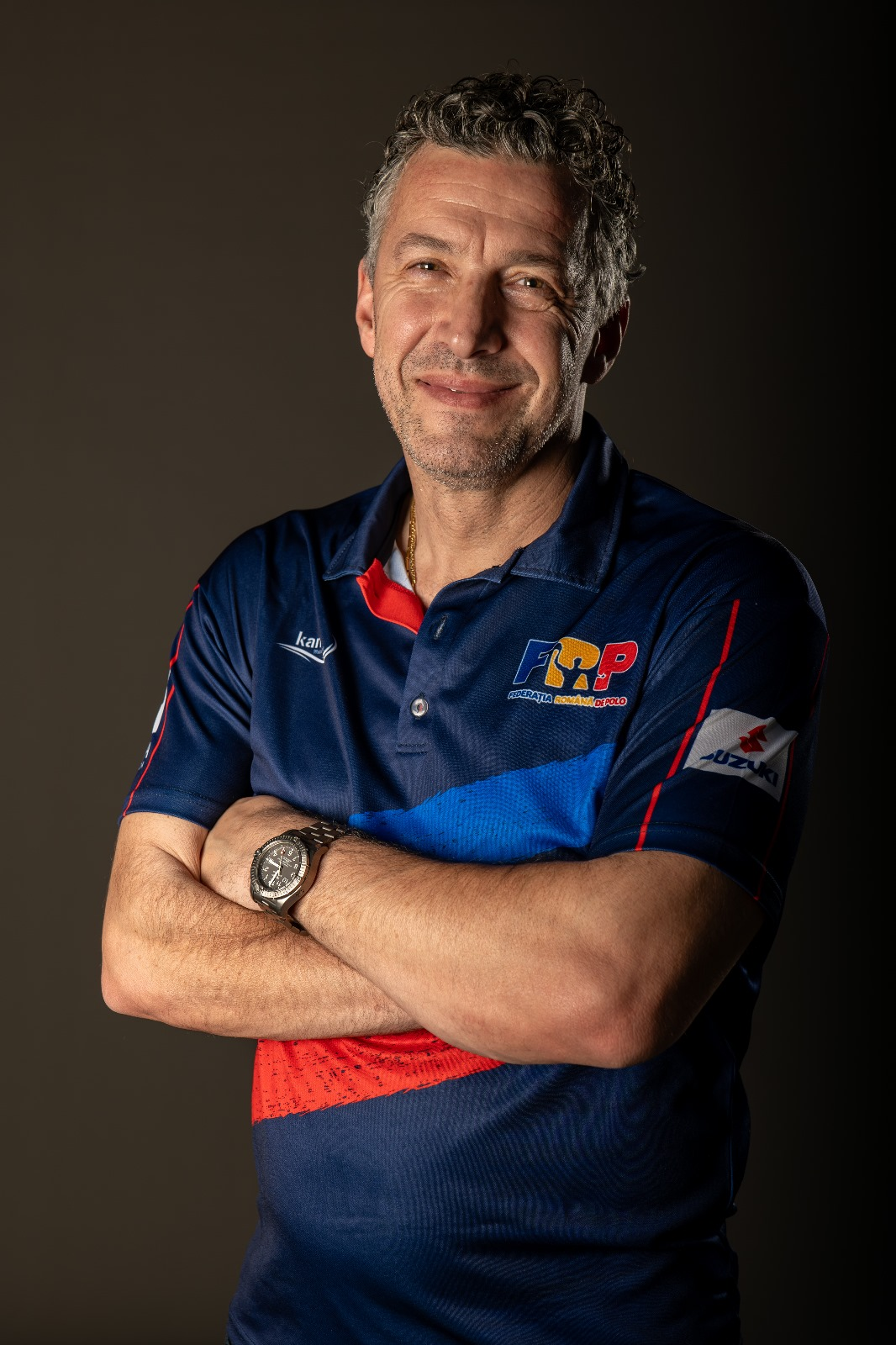
Bogdan Rath

Bogdan Rath (n. 28 iunie 1972, București, România) este un jucător de polo pe apă român și mai târziu italian care a concurat la Jocurile Olimpice de vară din 1996 (pentru România) și la Jocurile Olimpice de vară din 2004 (pentru Italia).
Bogdan Rath este cel mai titrat jucător român de polo pe apă din toate timpurile. A fost component al echipei naționale a României, cu care a avut 250 de meciuri,  între 1991 și 1999  și, ulterior, al echipei naționale a Italiei, cu care a avut 125 de meciuri, între 2001 și 2005. Începând din iunie 2022 este antrenorul echipei naționale de polo a României și al echipei de club Steaua București.
Deține titlul de „Maestru al sportului”.

## Cariera de jucător
România
A câștigat de 5 ori campionatul național cu echipa Steaua București și de 2 ori cupa României cu echipa Steaua București. S-a clasat pe locul 4 la Campionatul European din Sheffield cu Naționala României și a participat la olimpiada din Atlanta 1996 cu echipa națională a României. 
A început să joace la vârsta de 8 ani, legitimat începând din 1980 la clubul CSS 1 București cu care a câștigat 2 titluri naționale. Ca junior a fost selecționat pentru Campionatul European pentru juniori în 1989. La 17 ani, în 1989 a început să joace în prima divizie la clubul Sportul Studențesc București continuând ulterior să fie legitimat la Clubul Steaua București din 1991 până în 1996 când s-a transferat în Italia la clubul de primă divizie Paguros Catania, cu care a câștigat cupa Comen de la Cairo în 1996.
Italia - activitatea la echipele de club
- 1996-1998: Paguros Catania
- 1998-2003: Posillipo Napoli cu următoarele realizări:
  - A câștigat de 2 ori campionatul național italian în 2000 și 2001
  - A câștigat cupa cupelor LEN în 2003
  - 2 medalii de bronz euroliga LEN în 1999 și 2002
  - În perioada aceasta a fost selecționat în echipa lumii All Star Challenge în 1999 și 2000

- 2004-2005: Savona
  - A câștigat Campionatul Național în 2005
  - Cupa Europeană LEN trophy în  2005
  - Local 2 în Supercupa Europeană în 2005
- 2006-2011: Leonessa Brescia
  - 2 medalii de argint la Italian League A1 (în 2008 și 2010)
  - European Supercup în 2006
- 2012: Ortigia Siracusa, unde își încheie cariera de jucător

Italia - activitatea la Echipa Națională
- Vicecampion mondial cu naționala Italiei în 2003 la Barcelona
- Vicecampion european cu naționala Italiei la Budapesta în 2001
- Vicecampion mondial Fina World League, New York, în 2003
- 2 medalii de argint la jocurile mediteraneene 2001/2005
- Clasificat pe locul 8 la jocurile olimpice de la Atena în 2004
- Locul 4 la Fina World Cup în 2001 la Belgrad
- Locul 4 în Campionatul Mondial Fukoka în 2001

## Cariera de antrenor

#### Ca antrenor la CSA STEAUA BUCUREȘTI
În 2022-2023 a câștigat Cupa României desfășurată la Otopeni și Super Liga României .
În 2023-2024 a câștigat Cupa Romaniei desfășurată la Oradea și Super Liga Romaniei, pentru ambele sezoane a fost declarat cel mai bun antrenor. 
În acest sezon a intrat în primele 8 în Cupa Len Trophy . 
În 2024-2025 a câștigat Cupa României desfășurată la Tg. Mures.

#### Ca antrenor al Echipei Naționale a României
Locul 10 la campionatul european Split 2022
A calificat naționala la europenele din Dubrovnik 2024
A calificat naționala după 13 ani la cupa mondială la Los angeles 2023 ocupând locul 6 fiind primul antrenor  care a câștigat cu Serbia la o competiție majoră. 
A calificat după mai bine de 10 ani echipa naționala la campionatul mondial de la Doha 2024 intrând în primele 8 echipe la Europenele de la Zagreb 2024 și a obținut calificarea la europenele de la Belgrad 2026.
A obținut locul 10 la Campionatul Mondial de la DOHA 2024, iar datorită acestei performanțe a obținut calificarea la JOCURILE OLIMPICE de la PARIS 2024.
A calificat Naționala la World Cup 2025 de la București locul 10.
A calificat Naționala la Campionatul Mondial 2025 de la Singapore cât și la Campionatul European de la Belgrad 2026.